# Глибочанська сільська рада (Тростянецький район)
| Глибочанська сільська рада — колишній орган місцевого самоврядування у Тростянецькому районі Вінницької області з адміністративним центром у с. Глибочок. Сільській раді були підпорядковані населені пункти: - с. Глибочок - с-ще Глибочанське - с. Скибинці |

## Склад ради
Рада складалася з 16 депутатів та голови.

## Керівний склад сільської ради
| ПІБ                          | Основні відомості                                                                              | Дата обрання | Дата звільнення |
| ---------------------------- | ---------------------------------------------------------------------------------------------- | ------------ | --------------- |
| Печериця Олексій Степанович  | Сільський голова, 1964 року народження, освіта, член Партії промисловців і підприємців України | 26.03.2006   | 31.10.2010      |
| Горбань Валентина Григорівна | Сільський голова, 1957 року народження, освіта вища, член Партії регіонів                      | 31.10.2010   |                 |

Примітка: таблиця складена за даними джерела